# Louis Bernard
Louis Bernard (Lobbes, 26 november 1878 - 2 mei 1959) was een Belgisch senator en burgemeester.

## Levensloop
Louis Bernard werkte in de metaalindustrie als draaier van walsrollen. Hij was betrokken bij de stichting van de vakbond van walsrollendraaiers in de industriële bekkens in de regio Charleroi en was er van 1905 tot 1913 de voorzitter van. Na de Eerste Wereldoorlog hielp Bernard met de heropbouw van de vakbond en leidde hij ze opnieuw, tot de integratie van de vakbond in de Centrale der Metaalindustrie van België.
In april 1911 was hij medeoprichter van een coöperatieve winkel in Lobbes, die kruidenierswaren en textiel verhandelde. Bernard werd de verantwoordelijke van deze winkel en nam in 1912 ontslag als metaalarbeider om zich voluit aan deze taak te wijden. De winkel werd in 1922 uitgebreid met een filiaal en aan het imperium werden ook nog een volkshuis (in 1923), een feestzaal (in 1927) en een apotheek (in 1930) toegevoegd. De coöperatieve ging tevens samenwerken met de coöperatieve bakkerij van Boussu-lez-Walcourt en ging uiteindelijk op in Les Magasins Généraux in Philippeville, een groot verbond van coöperatieven in de streek tussen Samber en Maas. Louis Bernard zetelde in de raad van beheer van dit verbond en werd er in 1932 de voorzitter van. Ook werkte hij als inspecteur van coöperatieven.
In 1901 was Louis Bernard in Lobbes eveneens medestichter van de socialistische mutualiteit Verbroedering, een van de grootste mutualiteiten in de Centrestreek. Hij werd er achtereenvolgens secretaris (1913), ondervoorzitter (1919) en voorzitter (1928) van. 
Via zijn engagement in de vakbond, de coöperatieven en de mutualiteit verzeilde hij in de politiek. In 1911 werd hij verkozen tot gemeenteraadslid van Lobbes, waar hij van 1921 tot 1926 burgemeester was, van 1933 tot 1938 schepen van Onderwijs en van 1939 tot 1958 nogmaals burgemeester. Ten tijde van de Tweede Wereldoorlog werd Louis Bernard in maart 1942 uit zijn ambt van burgemeester ontzet, omdat hij de ouderdomsverordening van de Duitse bezetter, die stelde dat burgemeesters niet ouder dan 60 jaar mochten zijn, weigerde te respecteren. Tijdens de Tweede Wereldoorlog probeerde Bernard via zijn netwerk in coöperatieven de voedselvoorziening voor de lokale bevolking te garanderen.
In 1936 werd Louis Bernard bovendien verkozen tot socialistisch senator voor het arrondissement Charleroi-Thuin, een ambt dat hij uitoefende tot in 1950. in de Senaat hadden zijn tussenkomsten betrekking op lokale kwesties, de problemen rond pensioenen waarmee werklozen geconfronteerd werden, de belangen van grensarbeiders en interimleerkrachten die in de werkloosheid waren beland en pleitte hij voor het uittrekken van financiële middelen om sociale woningen te bouwen. Bij de verkiezingen van 1950 werd hij niet meer verkozen, waarna Louis Bernard zich nog uitsluitend wijdde aan het bestuur van zijn gemeente.